# Werner Wied

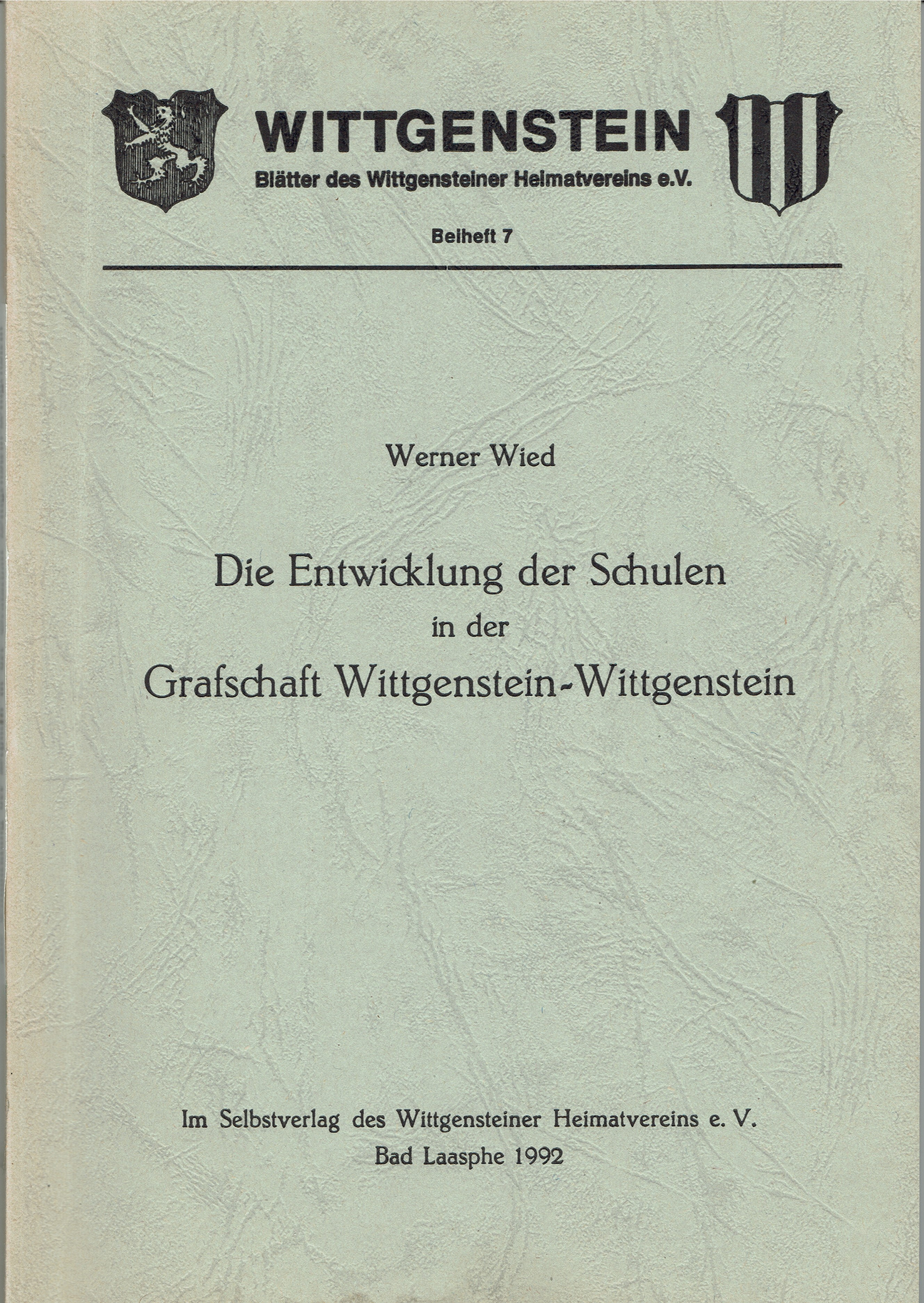
Examensarbeit Werner Wied 1938

Werner Wied (* 28. August 1917 in Erndtebrück; † 26. Juni 2011 in Kreuztal) war ein deutscher Pädagoge und ein für Wittgenstein bedeutender Heimatforscher.

## Leben und Wirken
Werner Wied wurde am 28. August 1917 in Erndtebrück als Sohn des Lokomotivführers Heinrich Wied und seiner Ehefrau Luise geb. Völkel geboren. Er besuchte nach der Volksschule in Erndtebrück das Aufbaugymnasium in Hilchenbach, wo er im März 1936 das Abitur ablegte. Nach zwei Studienjahren in Weilburg machte er sein erstes Lehrerexamen und wurde danach im Volksschuldienst im Rheinland, u. a. in Duisburg verwendet. Bei Kriegsausbruch wurde er zum Militärdienst eingezogen. Nach Kriegsende führte ihn sein Beruf nach Bad Mergentheim. Ab 1947 zog Wied nach Erndtebrück und unterrichtete zunächst in Weidenhausen, dann, nach Ablegung des zweiten Lehrerexamens, in der Volksschule Benfe. Durch weitere Kurse erwarb er die Befähigung für das Lehramt an Mittel- und Realschulen und wurde im Herbst 1952 Mittelschullehrer in Neustadt am Rübenberge in Niedersachsen; ab 1961 wechselte er für weitere 20 Jahre bis zu seiner Pensionierung an die städtische Realschule in Kreuztal.
Wieds besonderes Faible war die Regionalgeschichte Wittgensteins, für die er bereits 1938 mit seiner Examensarbeit an der Hochschule für Lehrerfortbildung in Weilburg einen bedeutenden Beitrag zur Wittgensteiner Schulgeschichte leistete. Diese Arbeit wurde 1992 von ihm veröffentlicht. Sein Quellenstudium und seine fundierten Kenntnisse über den Inhalt der beiden fürstlichen Archive in Bad Laasphe und Bad Berleburg versetzten ihn in die Lage, eine Vielzahl von Beiträgen aus der Regional-, Sozial-, Wirtschafts- und Kirchengeschichte Wittgensteins zu veröffentlichen und an ihnen mitzuwirken. Eine Reihe von Dorfbüchern der Region Wittgenstein weisen ihn als Initiator, Autor und Herausgeber aus.
Von 1963 bis 1990 war er zweiter Schriftleiter und Vorstandsmitglied des Wittgensteiner Heimatvereins und mitverantwortlich für die Herausgabe des vereinseigenen Periodikums Wittgenstein. Blätter des Wittgensteiner Heimatvereins e.V., in dem er viele Beiträge veröffentlichte. Zudem war Wied von 1971 bis 1980 im erweiterten Vorstand des Siegerländer Heimat- und Geschichtsvereins aktiv, und offizieller Verbindungsmann zwischen beiden Vereinen.
Werner Wied starb am 26. Juni 2011 im Alter von 93 Jahren.

## Familie
Werner Wied heiratete 1945 in Bad Mergentheim Margot Dangelmaier. Aus der Ehe gingen zwei Söhne und eine Tochter hervor.

## Ehrungen und Auszeichnungen
- 1975: Verdienstmedaille des Verdienstordens der Bundesrepublik Deutschland

## Schriften (Auswahl)
- Werner Wied (Hrsg.) Die Feudinger Höfe. Ein Dorfbuch der Ortschaften des oberen Lahntals: Amtshausen, Bermershausen, Glashütte, Großenbach, Heiligenborn, Holzhausen, Oberndorf, Lindenfeld, Rückershausen, Rüppershausen, Steinbach, Volkholz, Weide, Welschengeheu. Bad Laasphe, 1991.
- Werner Wied, Gerhard Hippenstiel (Hrsg.): Wittgenstein. Bd. 3, Bad Laasphe, 1984.
- Werner Wied (Hrsg.): Puderbach im Wittgensteiner Land, Laasphe, 1983.
- Werner Wied (Hrsg.): Rinthe – Ein Dorf in Wittgenstein. Rinthe, 1982.
- Werner Wied (Hrsg.): Erndtebrück, ein Heimatbuch des obersten Edertales, Bd. I und II, Erndtebrück, 1977.
- Werner Wied, Eberhard Bauer (Hrsg.): Schameder – ein Dorf in Vergangenheit und Gegenwart. Schameder, 1972.
- Werner Wied (Hrsg.): Feudingen 1218–1968. Ein Wittgensteiner Dorfbuch. Feudingen, 1968.
- Werner Wied, Wilhelm Hartnack, Eberhard Bauer (Hrsg.): Die Berleburger Chroniken des Georg Cornelius Antonius Crawelinus und Johann Daniel Scheffer. Laasphe, 1964.
- Werner Wied: Die Waldgenossenschaft Erndtebrück 1855–1980. Selbstverlag der Waldgenossenschaft Erndtebrück. Erndtebrück 1980.
- Werner Wied: Die Geschichte des Banfetales vom Mittelalter bis zum Beginn der Neuzeit. In: Heimatbuch Banfetal, Banfe, 1987, S. 58–126.
- Werner Wied: Berleburg und seine Bürger in den ältesten Renteirechnungen aus der ersten Hälfte des 16. Jahrhunderts. In: Wittgenstein, Bd. 86 (1996), S. 91–104.